# 10th Mountain Center
Koordinaten: 47° 13′ 59,7″ N, 68° 35′ 31,1″ W
Das 10th Mountain Center ist ein Biathlonstadion in Fort Kent im Nordosten der Vereinigten Staaten. Als Austragungsort nationaler und internationaler Veranstaltungen war das 10th Mountain Center unter anderem Gastgeber im Biathlon-Weltcup 2003/04 sowie für die Nordamerikanischen Meisterschaften 2010. Im Februar 2011 richtete Fort Kent nach Presque Isle den achten Weltcup der Saison 2010/11 aus. Erstmals seit 2004 fanden somit wieder zwei Weltcups in den USA statt.

## Veranstaltungen
- 2004: Biathlon-Weltcup
- 2009: Biathlon-NorAm-Cup
- 2009: US-amerikanische Meisterschaften
- 2010: Nordamerikanische Meisterschaften, zugleich US-amerikanische Meisterschaften und Finale des Biathlon-NorAm-Cup 2009/10
- 2011: Biathlon-Weltcup